# The Rosary (film 1911)
The Rosary è un cortometraggio muto del 1911 diretto da R.F. Baker. È il secondo film interpretato da Francis X. Bushman.

## Produzione
Il film fu prodotto dalla Essanay Film Manufacturing Company.

## Distribuzione
Distribuito dalla General Film Company, il film - un cortometraggio in una bobina - uscì nelle sale cinematografiche USA il 14 luglio 1911 anche con il nome alternativo di The Two Devotions.